# 馬塞爾 (密西西比州)
馬塞爾（英語：Macel）是位於美國密西西比州塔拉哈奇縣的非建制地區。

## 歷史
馬塞爾的郵局於1908年設立，其後於1955年停運。

## 地理
馬塞爾所處的海拔為高於海平面43米（即141英呎），而該地所採用的時區為UTC-6，即北美中部時區（CST）。同時該地設有夏令時間，為UTC-6調快一小時，即UTC-5（CDT）。